# Dendrobium closterium
Dendrobium closterium är en orkideart som beskrevs av Heinrich Gustav Reichenbach. Dendrobium closterium ingår i släktet Dendrobium, och familjen orkidéer.
Artens utbredningsområde är Nya Kaledonien.

## Underarter
Arten delas in i följande underarter:
- D. c. closterium
- D. c. jocosum